# Estació d'Heilly

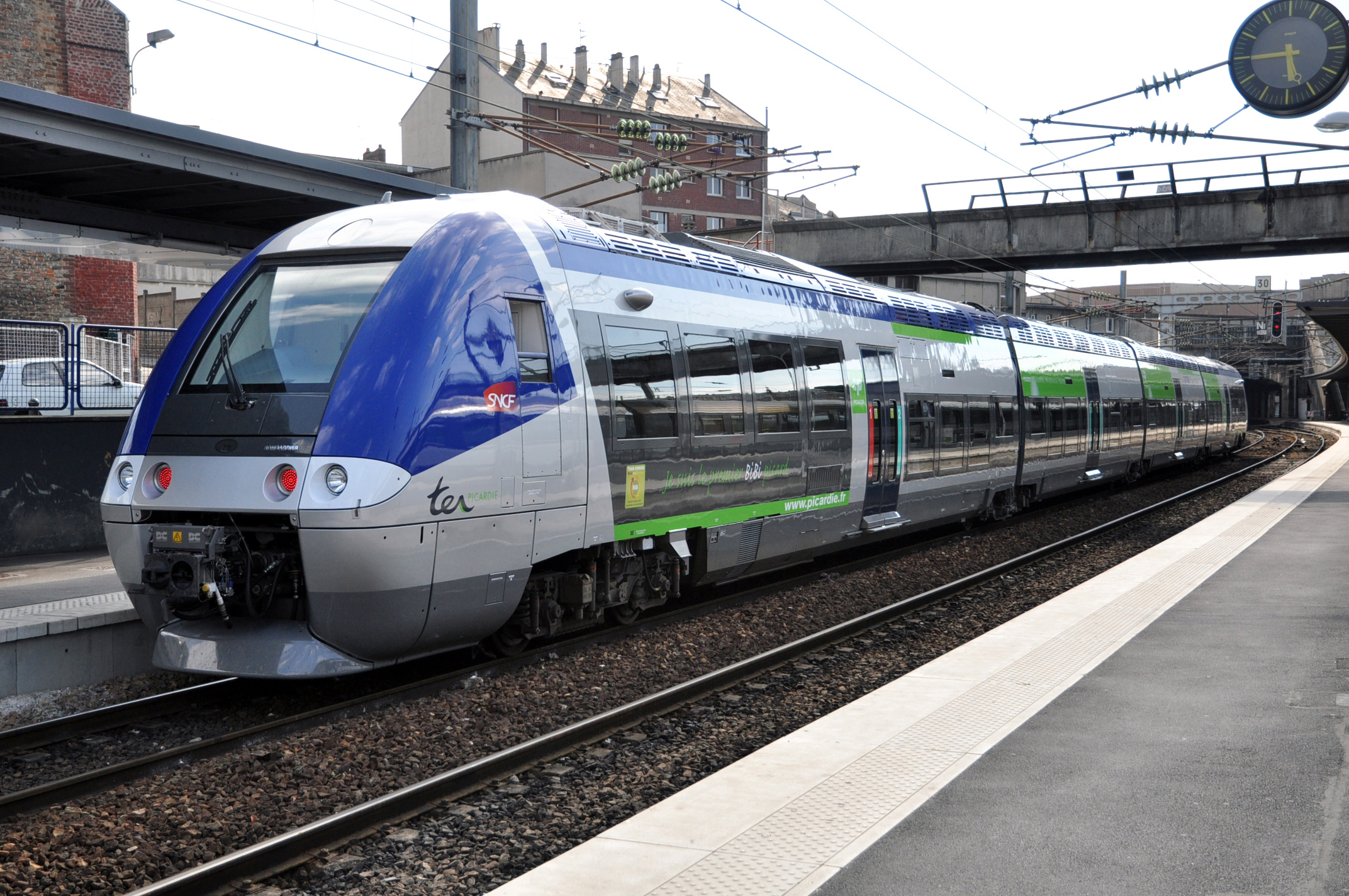
Estació d'Heilly

L'estació d'Heilly és una estació ferroviària situada al municipi francès d'Heilly (al departament del Somme).
És servida pels trens del TER Picardie.
| Provinença | Estació anterior | Línia        | Estació següent    | Destinació     |
| ---------- | ---------------- | ------------ | ------------------ | -------------- |
| Amiens     | Corbie           | TER Picardie | Méricourt-Ribemont | Lille-Flandres |